# Піца Челентано
«Пі́ца Челента́но» (Pizza Celentano, ТОВ «Fast Food Systems») — всеукраїнська мережа ресторанів швидкого обслуговування, об'єднаних однією концепцією та ціновою політикою.

## Історія
У серпні 1998 року було відкрито перший ресторан швидкого обслуговування торгової марки «Піца Челентано» у Львові. Піцерія мала характерний інтер'єр, систему обслуговування, оригінальну рецептуру.
У 1999 році, після відкриття у Львові другої піцерії, з'явились два заклади-франчайзи: в Києві і Хмельницькому. 100-й ресторан мережі був відкритий у Києві, на вулиці Михайла Коцюбинського в липні 2007 року. На 2018 рік в Україні працює понад 150 ресторанів під торговою маркою «Піца Челентано».

## EgoЇсти

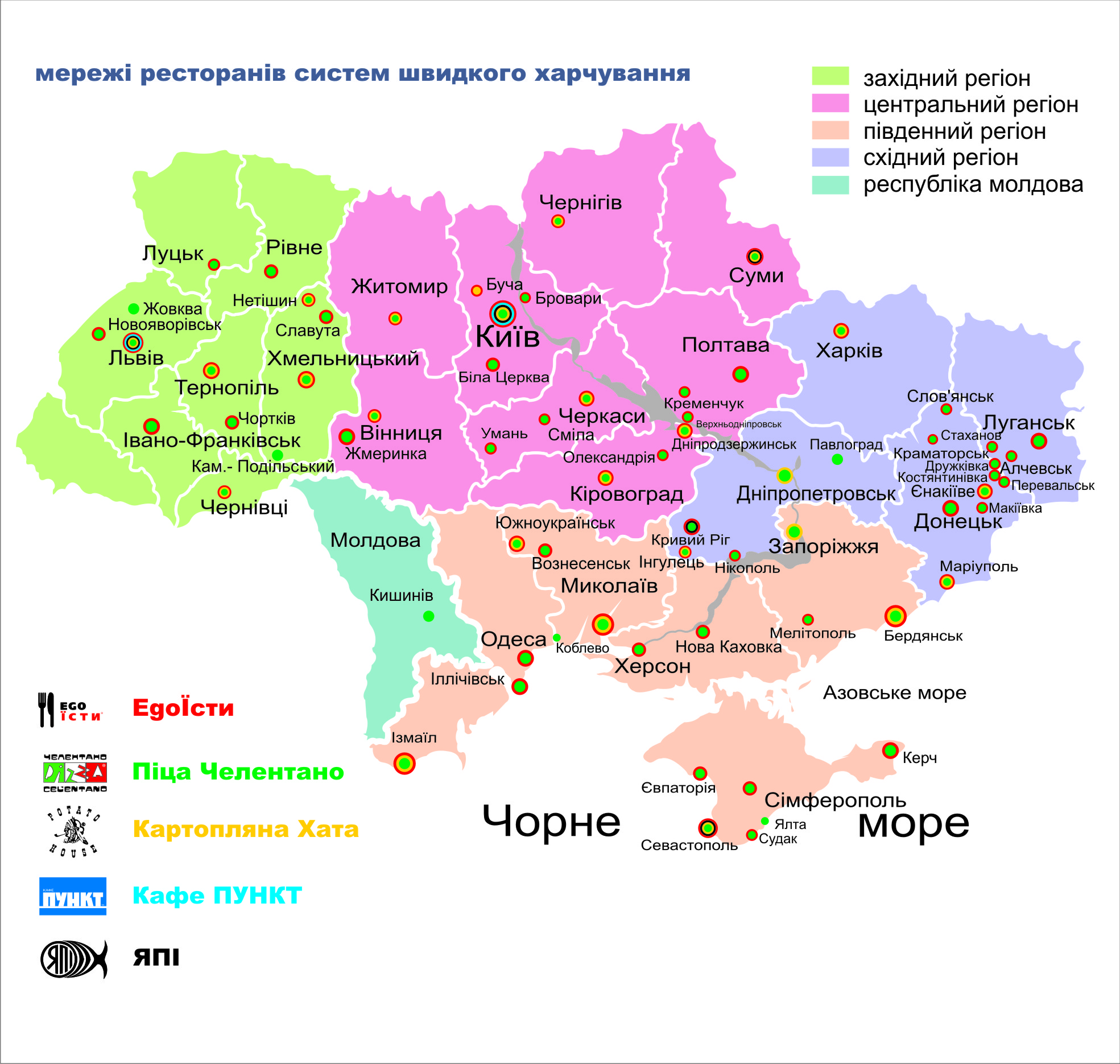
Карта на 2011 рік. На даний момент мережа, відповідно до інформації з офіційного сайту, не працює на тимчасово окупованих територіях.

У грудні 2006 року у всіх регіонах України стартувала програма лояльності EgoЇсти. Це клуб лояльних клієнтів в рамках якого клієнти отримують накопичувальні знижки, користуються привілеями, які надають партнери і організатори програми.
Клуб EgoЇсти об'єднує ресторани швидкого обслуговування «Піца Челентано», «Картопляна Хата», «Кафе Пункт», та демократичні ресторани японської кухні «Япі».

## Конфлікт з Адріано Челентано
Назва «Піца Челентано», зумовлена ім'ям знаменитого італійського співака та актора — Адріано Челентано. Челентано неодноразово виявляв невдоволення використанням свого імені в комерційних цілях, в тому числі і цією мережею ресторанів. Коли мережа «Піца Челентано» почала відкривати свої заклади в Молдові — Челентано подав на цей бренд в суд за використання свого прізвища, проте програв. Ім'я «Адріано» власники піцерії намагаються не згадувати, оскільки в італійського співака є власні зареєстровані товарні знаки — «Clan Celentano» і «Adriano Celentano».